# Economía circular

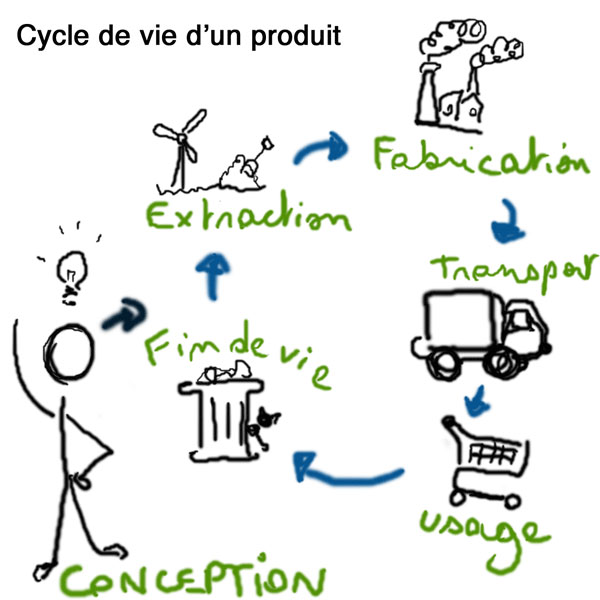
Ciclo de vida de un producto:
1-Ideación y diseño ; 2-Extracción ; 3-Fabricación ; 4-Transporte ; 5-Uso ; 6-Fin de la vida útil del producto.

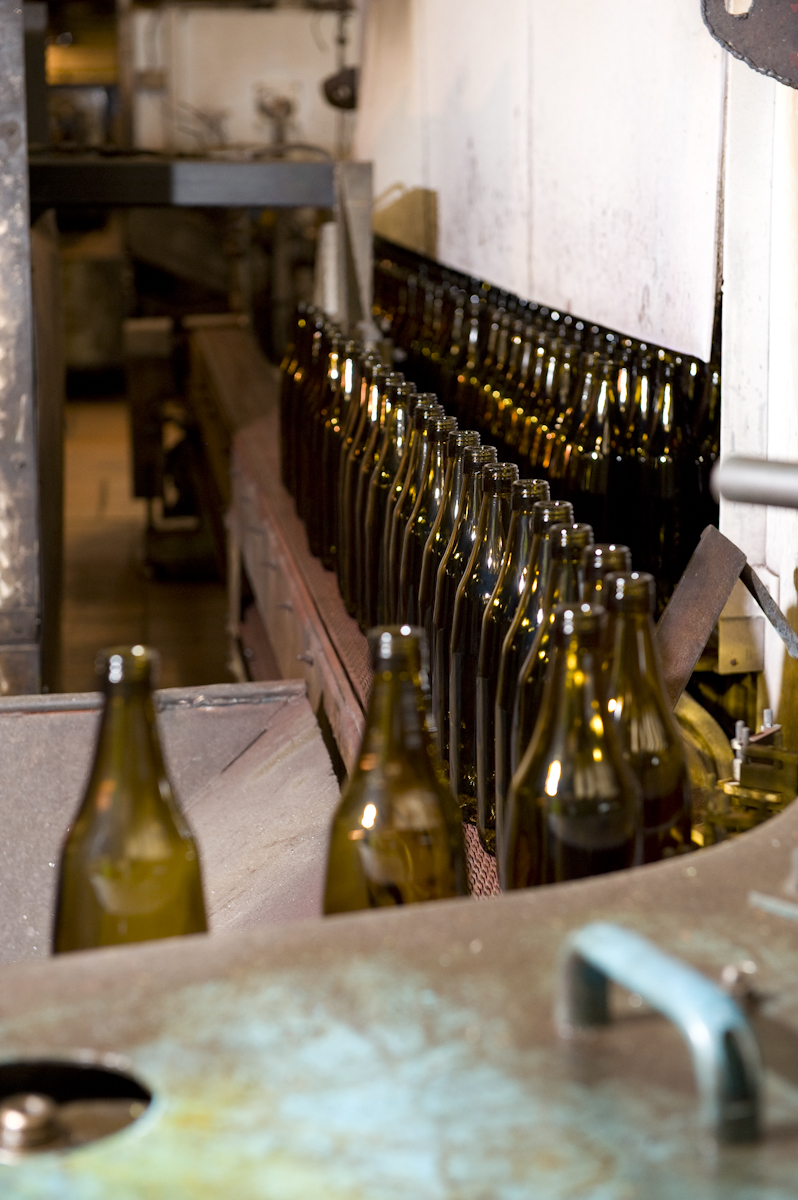
Imagen referida a reciclado de botellas

La economía circular (también denominada "circularidad") es un modelo de producción y consumo que implica compartir, arrendar, reutilizar, reparar, renovar y reciclar los materiales y productos existentes durante el mayor tiempo posible. Tiene como objetivo abordar desafíos globales como el cambio climático, la pérdida de biodiversidad, la gestión de los desechos y la contaminación. Se define en contraposición a la economía lineal tradicional.
Es una estrategia que tiene por objetivo reducir tanto la entrada de los materiales vírgenes como la producción de desechos, cerrando los «bucles» o flujos económicos y ecológicos de los recursos. El análisis de los flujos físicos de recursos proviene de la escuela de pensamiento de la ecología industrial en la cual los flujos materiales son de dos tipos; nutrientes biológicos, diseñados para reintroducirse en la biosfera sin incidentes técnicos, nutrientes los cuales están diseñados para circular con alta calidad en el sistema de producción pero no vuelven a la biosfera.

## Alcance
Abarca mucho más que la producción y el consumo de bienes y servicios, pues incluye entre otras cosas, el cambio de los combustibles de fósiles al uso de la energía renovable, y la diversificación como medio de alcanzar la resiliencia. Como parte del debate, también debe incluir una profunda discusión sobre la función y el uso del dinero y de las finanzas, y algunos de sus pioneros también han pedido renovar las herramientas de medida del  rendimiento económico.
El desechamiento final de los residuos generados por los esquemas actuales de producción y consumo es una parte de un problema que la economía circular busca resolver; pero esta observación pone el foco en el final de una cadena de producción y concede un protagonismo excesivo al reciclaje. Este punto es solo una parte de un problema mucho mayor. La aproximación propuesta por el modelo de economía circular adopta una mirada mucho más global, teniendo en cuenta, no solo las distintas etapas de la cadena de producción, sino también todos los actores involucrados y su interrelación.
La economía circular contempla en su estrategia la implementación de políticas públicas, el rol de la educación, la aplicación de nociones de eco-diseño en el desarrollo de productos, servicios e infraestructura, etc. Para verificar la correcta implementación de modelos circulares, es necesario perfeccionar índices de medición que contemplen el triple impacto de las distintas actividades económicas, tales como el cálculo de la huella de carbono o la huella hídrica de distintas actividades e instituciones.  

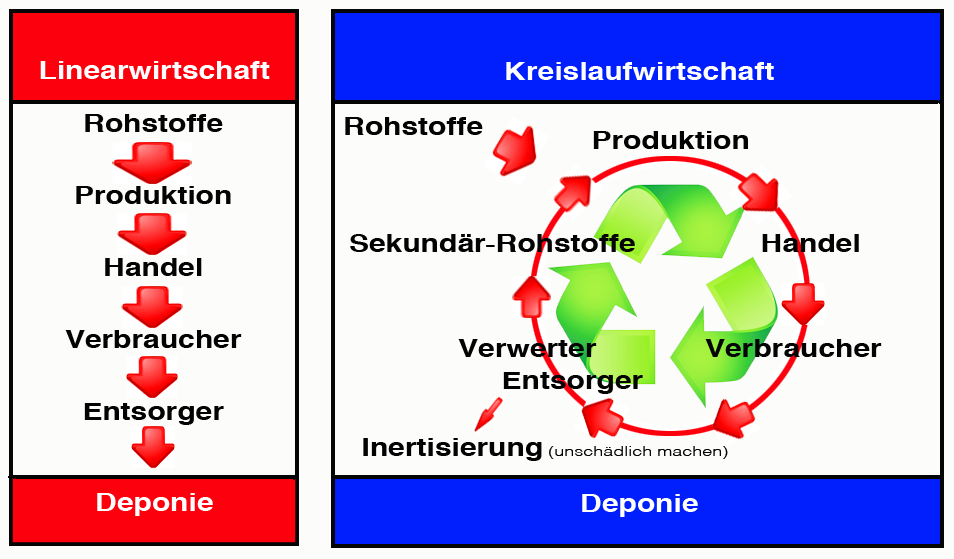
Comparación de las cadenas de producción de la economía lineal y la economía circular.
Economía lineal (Linearwirtschaft) - #1 Materias primas (Rohstoffe) ; #2 Producción (Produktion) ; #3 Comercio (Handel) ; #4 Consumidor-es (Verbraucher) ; #5 Triturador (Entsorger) ; #6 Vertedero (Deponie).
Economía circular (Kreislaufwirtschaft) - #1 Materias primas (Rohstoffe) ; #2 Producción (Produktion) ; #3 Comercio (Handel) ; #4 Consumidor-es (Verbraucher) ; #5 Triturador (Entsorger) ; #6 Reciclador (Verwerter) ; #7 Materias primas secundarias (Sekundär-Rohstoffe) ; ... ; # Inertización → Residuo no peligroso (Inertisierung → Unschädlich machen) ; ... ; # Vertedero (Deponie).

## Orígenes
El término "economía circular" se utilizó por primera vez en la literatura occidental en 1980 (Pearce y Turner 1990) para describir un sistema cerrado de las interacciones entre economía y medio ambiente. La economía circular es parte del estudio de retroalimentación de sistemas no lineales, sistemas vivos. Un resultado importante de este es la idea de optimizar sistemas más que componentes, o la idea de "diseño a medida". Como idea genérica enmarca un número de aproximaciones más concretas que incluyen cuna a cuna, biomímesis, ecología industrial, y la economía azul. Más frecuentemente descrito como marco para pensar, sus seguidores reclaman que es un modelo más coherente que tiene valor como respuesta al final de la era de materiales  y combustibles baratos.

## Hacia la economía circular
En Alemania y Japón la interpretación de la economía circular se basa en la gestión de los residuos a través de las 3R (reducir, reciclar, reutilizar). La idea subyacente es que el actual flujo lineal de los materiales (recurso-producto-residuos) necesita ser transformado en un flujo circular (recurso-producto-recurso reciclado). La economía circular fue aprobada por el Gobierno chino en el 11º plan de cinco años como modelo de desarrollo para China.
En enero de 2012, la Fundación Ellen MacArthur publicó un informe desarrollado por McKinsey & Company titulado Hacia la Economía Circular: Racionalidad económica y de negocios para una transición acelerada. El informe resaltó la oportunidad económica y empresarial de un modelo circular restaurativo. Utilizando estudios de caso del producto y análisis económico, el informe detalla el significativo potencial de beneficios para la Unión Europea. Argumenta que un subconjunto del sector de fabricación de la UE podría generar ahorros de coste de materiales netos por un valor de hasta $630 mil millones p.Un. en 2025 — estimulando la actividad económica en las áreas de desarrollo de producto, remanufactura y reparación. Hacia la Economía Circular también identificó los bloques de toma de decisiones claves para hacer la transición a una economía circular, concretamente en habilidades de producción y diseño circulares, modelos empresariales nuevos, habilidades en construir cascadas y ciclos inversos, y ciclos cruzados y de colaboración entre sectores.
En algunos ámbitos, como la industria del envase de usar y tirar, el término se emplea como lavado de imagen, tratando de mantener un modelo de negocio insostenible que apenas consigue incorporar un 2% de materiales reciclados en la fabricación de envases nuevos.
Existen Organizaciones y Proyectos para asesorar con respecto a la gestión de los residuos de los aparatos eléctricos y electrónicos (RAEE).
Por otro lado, en América Latina el 50 % de los residuos sólidos son materia orgánica, de la cual el 90 % no se usa o se va a la basura. Según la Comisión Económica para América Latina y El Caribe, mejorar la eficiencia y la vida útil de materiales en nuestra región llevaría a la creación de cinco millones de empleos.

## Beneficios
1. Reducción de costos: La economía circular contribuye a la reducción de costos en las empresas debido a su constante práctica del reciclaje, evitando la adquisición de nuevos materiales por medio del uso efectivo del recientemente reutilizado.
2. Aumento de competitividad: El aumento de la competitividad se refleja mediante la eficiencia y optimización de recursos que las entidades económicas desempeñan, agregando que este nuevo modelo económico tiene un efecto de publicidad hacia el consumidor debido a su causa sustentable.
3. Creación de empleo: Las empresas contemplando el nuevo modelo económico de la economía circular aumentan sus ofertas laborales más que generando una mayor cantidad en vacantes en las áreas de control de calidad y producción.
4. Mejora la eficiencia: Las empresas optimizan sus recursos de manera que no genere algún impacto ambiental y apoya al crecimiento de esta.
5. Conservación de recursos naturales: Esto se efectúa al alargar el ciclo de vida de los materiales y disminuir la extracción de recursos naturales.
6. Desarrollo de nuevos negocios: La economía circular promueve a idear nuevos negocios contribuyendo a un crecimiento económico sostenible.
7. Innovación: Este concepto económico aporta a la innovación, al idear nuevos métodos de producción, estrategias de negocios, procesos de reciclaje y al consumo.[13]

## Retos que enfrenta
La economía representa una opción sostenible al modelo lineal tradicional de "producir, usar y desechar", buscando expandir mayormente la reutilización de recursos y disminuir lo posible los residuos. A pesar de que su utilización enfrenta diversos desafíos:
1. Falta de incentivos económicos: Muchas empresas y consumidores no encuentran estímulos suficientes para adoptar prácticas circulares. La ausencia de políticas y regulaciones efectivas que promuevan el reciclaje y la reutilización limita la motivación para invertir en negocios sostenibles.
2. Resistencia al cambio y desconocimiento: La evolución hacia la circularidad económica necesita un análisis completo de las prácticas empresariales y modelos de producción. Sin embargo, la resistencia persistente al cambio y la falta de conocimiento sobre este concepto obstaculiza su adopción.
3. Falta de infraestructura y tecnología: La carencia de bases para la recolección, clasificación y tratamiento de residuos reciclables, así como la necesidad de contribución entre colaboradores de la cadena de suministro, son limitantes importantes para su funcionamiento.
4. Limitantes regulatorias: La escasez de respaldo por parte del gobierno e instituciones públicas, como financiación, formación y políticas de contribuciones efectivas, es principalmente reconocida como una barrera importante en la atracción de inversiones ambientales.[14]

## Modelos de negocio circulares
Según Linder y Williander, un modelo de negocio circular es "un modelo de negocio en el que la lógica conceptual para la creación de valor se basa en la utilización del valor económico retenido en los productos después del uso en la producción de nuevas ofertas".
Mateusz Lewandowski ofrece una propuesta para abordar esta necesidad de diseñar modelos de negocio circulares y presenta una conceptualización de un marco teórico llamado: CBMC. El CBMC consta de once bloques de construcción, adaptados del Canvas de Osterwalder y Pigneur, que abarcan no sólo tradicionales componentes con modificaciones menores, sino también bucles de material y factores de adaptación. Estos bloques de construcción permiten el diseño de un modelo de negocio de acuerdo con los principios de la economía circular, y consisten en:
1. Propuestas de valor ofrecidas por productos circulares que permiten la extensión de la vida del producto, el sistema de servicio del producto, los servicios virtualizados y el consumo colaborativo. Además, este componente comprende los incentivos y beneficios ofrecidos a los clientes para traer de vuelta productos usados.
2. Segmentos de clientes vinculados directamente con el componente de proposición de valor. El diseño de la propuesta de valor representa el ajuste entre la proposición de valor y los segmentos de clientes.
3. Canales posiblemente virtualizados: mediante la venta de la propuesta de valor virtualizada y la entrega virtual, vendiendo propuestas de valor no virtualizadas a través de canales virtuales y comunicándose con los clientes virtualmente.
4. Las relaciones con los clientes: la producción subyacente al orden, lo que los clientes deciden, las estrategias de marketing social y las relaciones con los socios de la comunidad cuando se implementa el reciclaje 2.0.
5. Flujos de ingresos dependientes de las proposiciones de valor y que comprenden los pagos de un producto o servicio circular, o los pagos por la disponibilidad, el uso o el rendimiento suministrados relacionados con el servicio basado en el producto ofrecido. Los ingresos también pueden referirse al valor de los recursos obtenidos de los bucles de material.
6. Principales recursos: elegir proveedores que ofrezcan materiales de mejor desempeño, virtualización de materiales, recursos que permitan regenerar y restaurar capital natural y recursos obtenidos de clientes o terceros destinados a circular en bucles de material (preferentemente cerrados).
7. Actividades clave centradas en aumentar el rendimiento a través de una buena gestión interna, un mejor control del proceso, modificación de los equipos y cambios tecnológicos, compartición y virtualización, y mejorar el diseño del producto, prepararlo para los lazos materiales y volverse más respetuoso con el medio ambiente. Las actividades clave también podrían incluir actividades de cabildeo.
8. Las asociaciones clave basadas en la elección y la cooperación con los socios, a lo largo de la cadena de valor y la cadena de suministro, que apoyan la economía circular.
9. Estructura de costos reflejando los cambios financieros realizados en otros componentes de la CBM, incluyendo el valor de los incentivos para los clientes. Se deben aplicar criterios de evaluación y principios contables especiales a este componente.
10. Sistema Take-Back: el diseño del sistema de gestión de devolución incluyendo los canales y las relaciones con los clientes relacionados con este sistema.
11. Factores de adopción: la transición hacia un modelo comercial circular debe ser apoyada por diversas capacidades organizacionales y factores externos.

## Gestión estratégica en una economía circular
La EC no pretende cambiar el paradigma de máximo beneficio de las empresas. Más bien, sugiere una forma alternativa de pensar en cómo obtener una ventaja competitiva duradera, haciendo frente simultáneamente a las preocupaciones medioambientales y socioeconómicas del siglo XXI. De hecho, alejarse de formas de producción lineales puede frecuentemente conducir al desarrollo de nuevas habilidades distintivas a lo largo de la cadena de valor y, en última instancia, a beneficios superiores que reducen gastos, mejoran la eficiencia, cumplen con las regulaciones más estrictas y responden a las expectativas del consumidor más sensible a temas ambientales. Pero, a pesar de los numerosos ejemplos de empresas en todos los sectores que han adoptado con éxito soluciones circulares y no obstante la gran cantidad de oportunidades que aún existen, la toma de decisiones sobre EC sigue siendo un ejercicio muy complejo que requiere la definición clara de acciones circulares específicas adaptables al perfil y objetivos de la empresa. La complejidad y desorientación sobre el tema todavía la sienten con fuerza la mayoría de las empresas (especialmente las pymes), que perciben las estrategias circulares como algo que no les aplica o que es demasiado caro y arriesgado de implementar. Esta preocupación se ve hoy confirmada por los resultados de los estudios de seguimiento en curso, como el Circular Readiness Assessment.
La estrategia de negocios es el alcance de las ciencias de administración y gestión que permite a las empresas evaluar cuidadosamente sus opciones inspiradas en la EC, pero también dividir una empresa en sus partes e investigar si / cómo / donde existan o puedan implantarse semillas de circularidad. El libro Strategic Management and the Circular Economy definió por primera vez un proceso de toma de decisiones estratégicas de la EC, abarcando las fases de análisis, formulación y planificación. Cada fase está respaldada por enfoques y herramientas típicos de consultoría de gestión, como árboles, cadena de valor, VRIO, las 5 fuerzas de Porter, PEST, FODA, el reloj estratégico o la matriz de Internacionalización – todo revisado en clave EC, revelando así nuevos conjuntos de preguntas y consideraciones. Aunque aún no se ha verificado íntegramente, se argumenta que todo el conjunto de herramientas de referencia del pensamiento estratégico podría, de hecho, calibrarse con parámetros de la EC. Este argumento ya se ha realizado con referencia a la matriz de la dirección estratégica del producto con respecto al mercado, la matriz de Mckinsey para evaluar la fortaleza de la empresa con respecto al atractivo del sector, la matriz BCG del mercado accionario frente a la tasa de crecimiento del sector y la matriz del portafolio de Kraljic.

## Proyectos destacados
- Pequeños monitores táctiles como sustitutos de las cartas tradicionales en restaurantes, reduciendo el consumo de papel y mostrando imágenes de los platos.[22]

- Mobiliario urbano reconvertido en oficinas de información 24 horas mediante pantallas inteligentes, interactuando con ciudadanos y turistas y obteniendo datos en tiempo real sobre los contenidos más visitados.[23]

## Premios
Se conceden bastantes premios a proyectos que implementen la economía circular como modelo principal:
- Young Global Leaders (The Circulars): compañía que califica proyectos sostenibles basados en economía circular para afianzar el financiamiento de estos, darse a conocer mediante la prensa y conseguir más socios. Está patrocinada por Dell y Ecolab.[24]

- Premio Mayordomo de Oro: se trata de un sello de calidad que reconoce a una empresa como sostenible otorgado por la Fundación para la Economía Circular (fundación privada).[25]